# バブルカー
バブルカー（Bubble car ）は超小型自動車（マイクロカー）の一種。呼称の由来は、小さな車体に対する大きなキャノピー（キャビン）がバブル（泡）を連想させることから。

## 概要

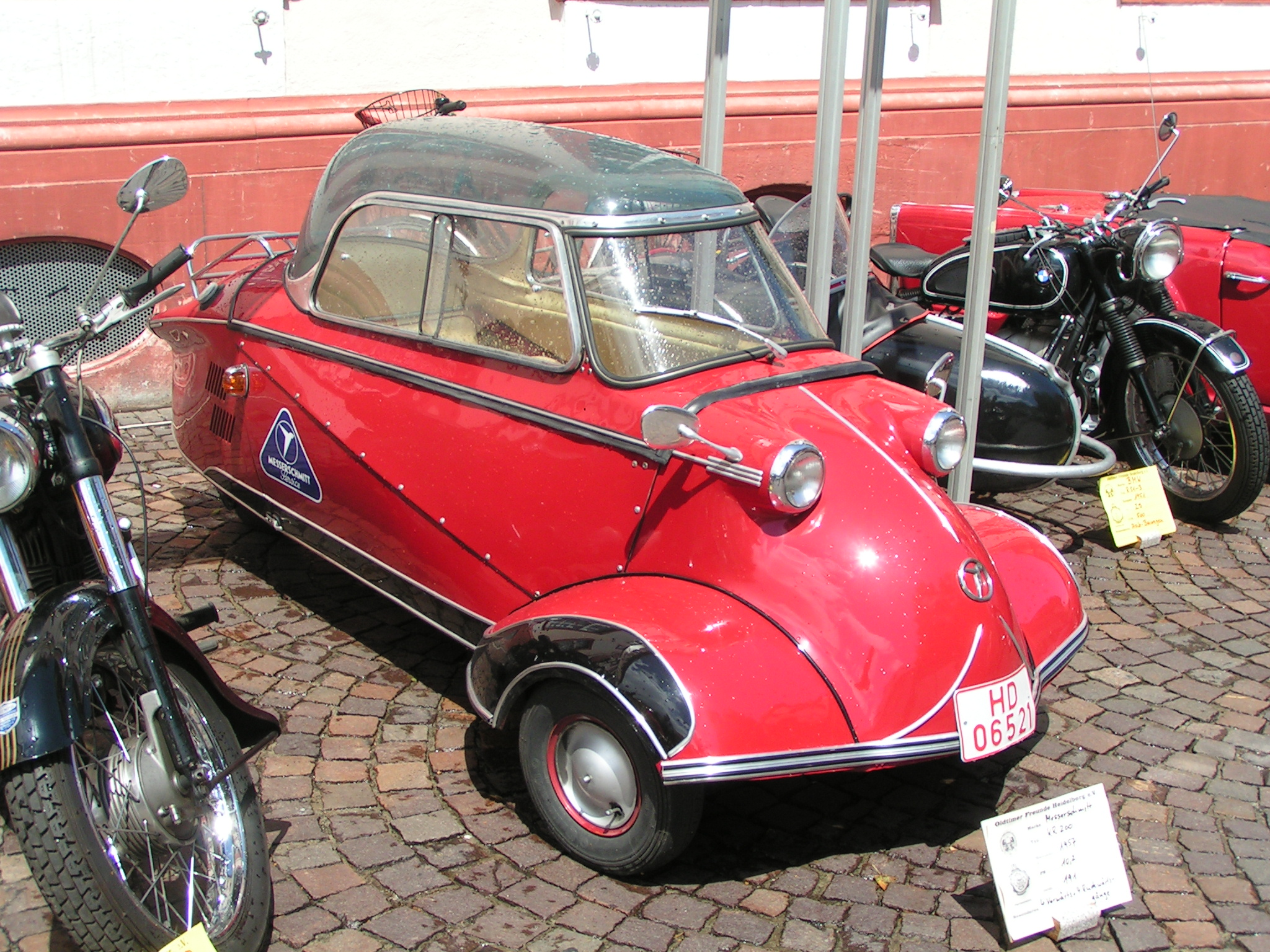
メッサーシュミット・KR200

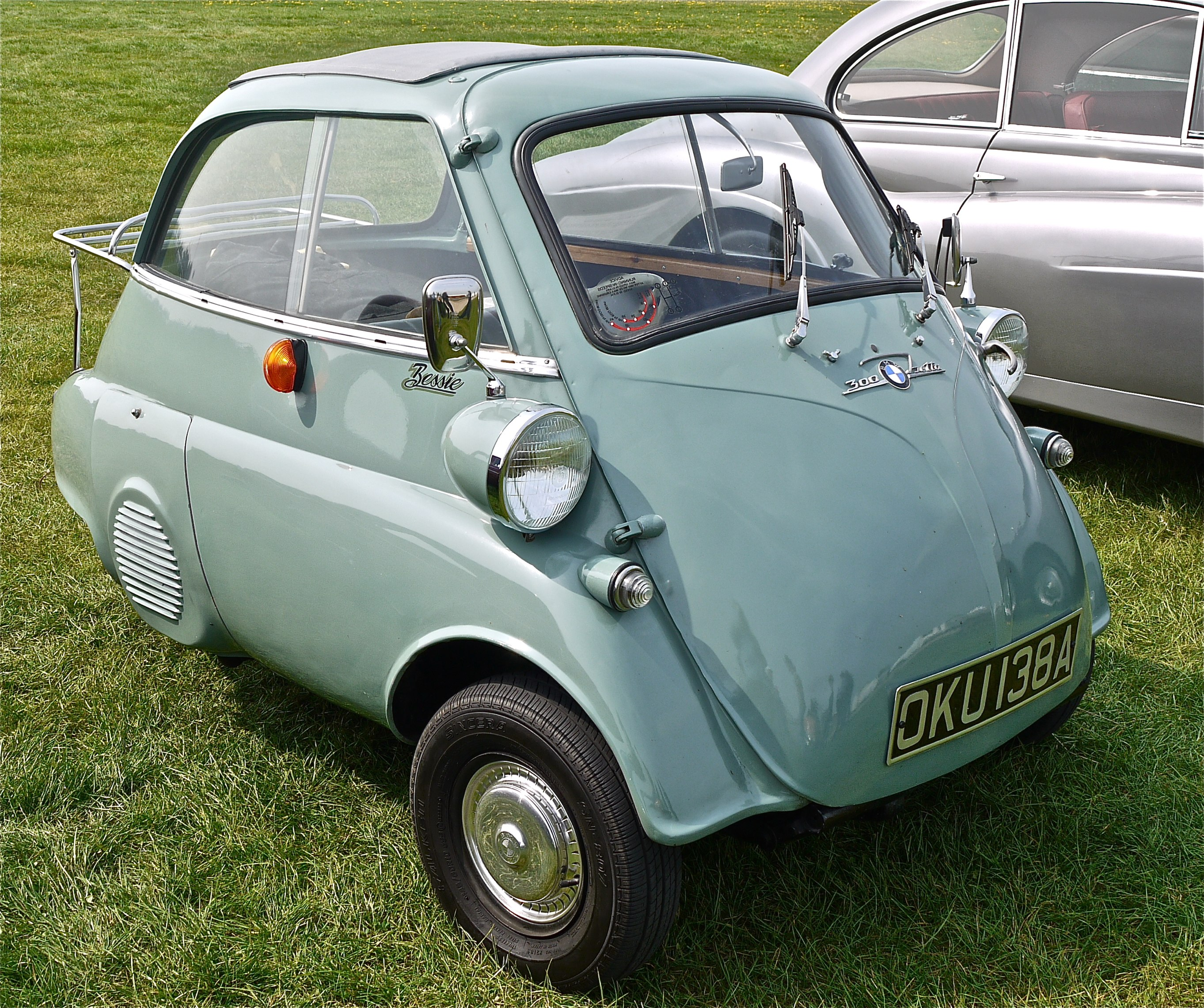
BMW・イセッタ

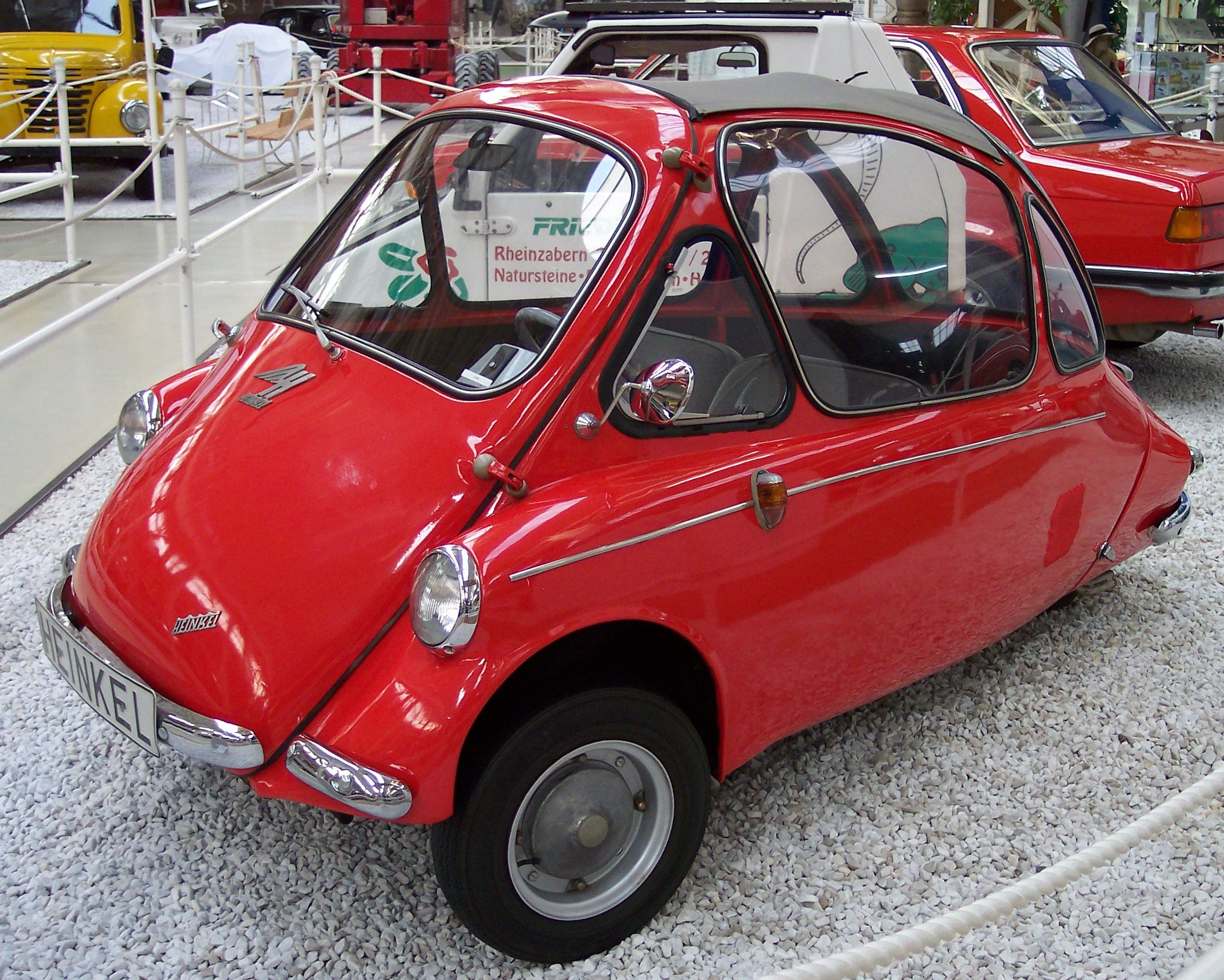
ハインケル・カビーネ

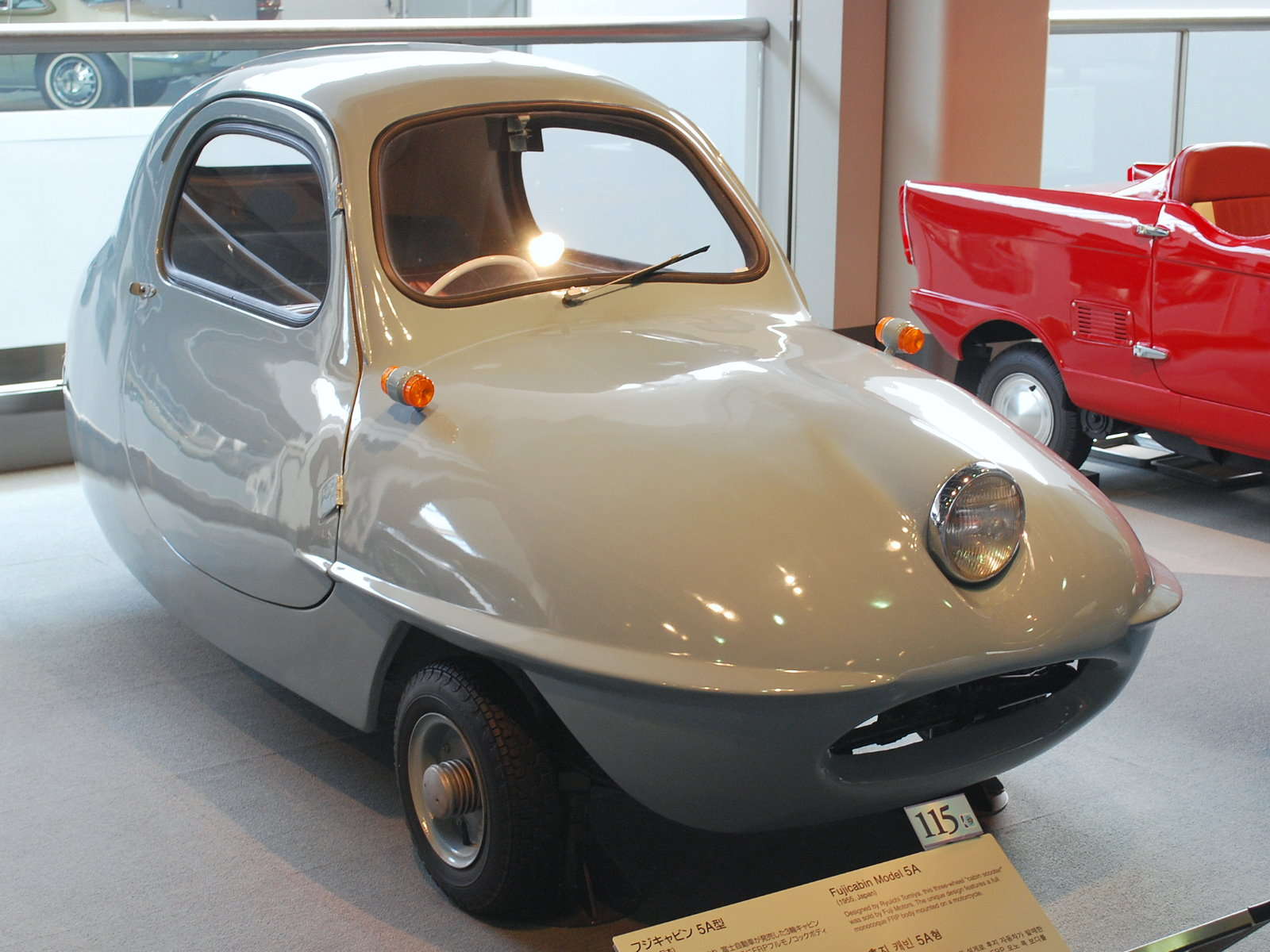
富士自動車・フジキャビン

この種の車両はヨーロッパ各国で1940年代末期から出現した。第二次世界大戦の戦禍の影響から困窮が続く中、航空機や兵器などの軍需企業の民需転換策や、新興企業の自動車業界参入が図られていたドイツやイタリア、フランスを中心に周辺の中小国でも生産された。1920年代以前のサイクルカーの流れを汲む、極めて小さく廉価な簡易自動車である。
イソ/BMW・イセッタ、メッサーシュミット・KR200などが代表例として知られる。最低限の装備、機能しか持たないため、ほとんどが三輪車であったり、ドアの枚数が削減され、通常の自動車では想定されないドアレイアウト（イセッタ、ハインケル等の前面ドア、メッサーシュミットのキャノピー式ドア等）を持つなど、特徴的なデザインを備える。メッサーシュミットは「雨を避けることが出来るスクーター」として発想されているため、カビネンローラー（キャビン付きスクーター）と名乗っていたが、これが広まってバブルカー全体を指す言葉として使われることがある。
バブルカーの特徴として、敗戦で軍需を失ったドイツ等の元航空機メーカーに多数参入事例があり、シンプルな中にも航空機技術で培った最先端技術（モノコックフレームや大型アクリル成形など）が盛り込まれていたことが挙げられる。流線形の導入やプレス加工技術の採用、タイヤの小径化など、前世代のサイクルカーと比較して大きく進歩を遂げていたことも特徴である。定員は2名か、運転者1名以外に子供2名程度であった。
エンジンはコンパクトで軽量・簡易、かつ過負荷に耐えるという条件から、強制空冷単気筒エンジンが多く、2ストロークエンジンが主であった。一部には2気筒タイプなど例外も存在した。排気量は各国の税制にも影響されたが、一般に150 cc - 400 cc程度であった。自社エンジンを持たず、ザックス等のエンジンメーカーから汎用エンジンを購入して搭載する事例もまま見られた。元航空機メーカーならではの軽量化や空気抵抗軽減が図られていたこともあり、小型エンジン故に加速性能こそ低かったものの、当時の交通速度に適した70 - 100 km/h程度の速度には到達できた。
1950年代にはヨーロッパの経済復興が未だ進展していなかった事情も相まって、これらの簡易車両にはヨーロッパの大衆層から一定以上の需要があった。ことに、1956年のスエズ危機に際してエジプトに賛同したシリアがペルシア湾から地中海に抜ける原油パイプラインを封鎖、当時ペルシャ湾の石油に依存していたヨーロッパ各国が重大な石油危機に陥ったことで、ヨーロッパ各国では経済性に優れたミニチュアカーが一時的に普及した。
その後石油が再び安定供給され、多くのメーカーが500 ccクラス以上の「きちんとした」4輪自動車を安価に製造することができるようになるにつれ、安全性や居住性に劣るバブルカーは市場競争力を失い、1960年代前半までにはほぼ衰退した。
もともと安価で簡易な構造の車両のため、故障は少なく、またその独創的なデザインから、現代では愛好家間で高額で取引されている。
イギリスの自動車メーカー・BMCの経営者サー・レオナード・ロードは、スエズ危機以後、イギリスの街に大量に走り出したドイツ製バブルカーを見て、自動車としての不十分さを嘆き、それらに対抗できる小型車の開発を社内技術者アレック・イシゴニスに命じた逸話がある。イシゴニスはこれに応じ、小型前輪駆動大衆車の傑作「ミニ」(1959年発表)を作り上げた。

## おもなバブルカー
- 富士自動車・フジキャビン
- シトロエン試作車 C（英語版）
- フルダモビル（英語版）
- ハインケル・カビーネ
- イソ・イセッタ / BMW・イセッタ
- メッサーシュミット KR175（英語版）
- メッサーシュミット KR200（英語版）
- メッサーシュミット TG500（英語版）
- トロージャン（英語版）
- ヴェロレックス（英語版）
- ツェンダップ・ヤヌス
- ピール・トライデント